# Acronicta lemmeri
Acronicta lemmeri är en fjärilsart som beskrevs av Ralph L. Chermock 1940. Acronicta lemmeri ingår i släktet Acronicta och familjen nattflyn. Inga underarter finns listade i Catalogue of Life.